# 卡里
卡里（Kari），是印度中央邦Tikamgarh县的一个城镇。总人口8686（2001年）。

## 人口
该地2001年总人口8686人，其中男性4570人，女性4116人；0—6岁人口1712人，其中男923人，女789人；识字率36.14%，其中男性为47.20%，女性为23.86%。